# Hydrornis gurneyi
La pita de Gurney (Hydrornis gurneyi) es una especie de ave paseriforme de la familia Pittidae. Se reproduce en la península de Malaca, con poblaciones en Tailandia y, especialmente, en Birmania. El nombre común y científico conmemoran al banquero y ornitólogo aficionado británico John Henry Gurney (1819-1890).

## Descripción

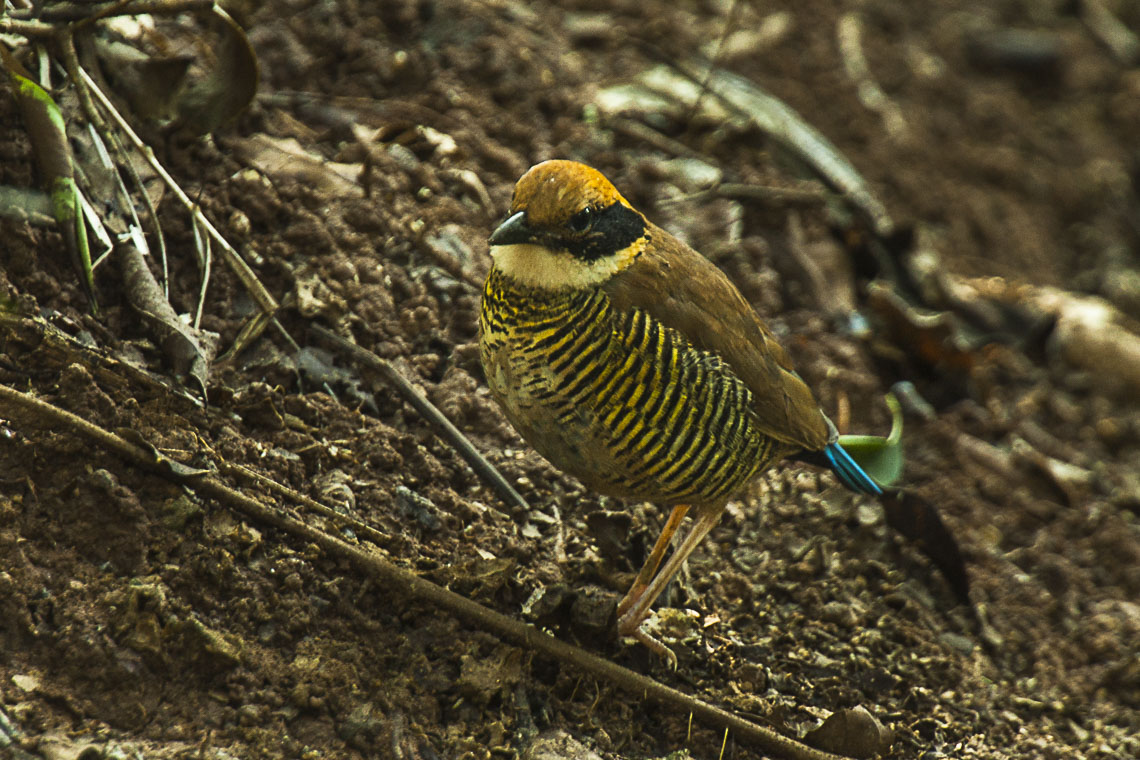
Hembra en Khao Nor Chu Chi, Krabi, Tailandia

El macho tiene corona azul y las partes inferiores de color amarillo y negro-; el resto de la cabeza es de color negro, y las partes superiores de color marrón. La hembra tiene la corona de color marrón y las partes inferiores de blanco ante.

## Estatus y conservación
La pita de Gurney está clasificada como en «peligro de extinción» por la Unión Internacional para la Conservación de la Naturaleza. Inicialmente se pensó que se había extinguido durante algún tiempo después de 1952, pero fue redescubierta en 1986. Su rareza ha sido causada por la tala de los bosques en el sur de Birmania y Tailandia peninsular. 
Su población se estimó en solo nueve parejas en 1997, era considerada una de las especies de aves más raras en la Tierra. Una búsqueda en Birmania en 2003 fue un éxito y descubrió que la especie persiste en cuatro sitios con un máximo de 10 a 12 parejas en una ubicación. Esto concedió a la especie una nueva evaluación por la IUCN, pasando de en peligro crítico a en peligro. Posteriormente, una investigación adicional completada en Birmania en 2009 proporcionó una fuerte evidencia que la población mundial es mucho mayor de lo estimado previamente, debido al descubrimiento de varios territorios nuevos en este país.
El pita de Gurney fue votada como el "ave más buscada en Tailandia" por los observadores de aves que visitan ese país.